# 扎納基人
扎納基人（Zanaki people）是位於坦尚尼亞的民族，使用的語言扎納基語屬於班圖語支。

## 知名人物
- 朱利葉斯·尼雷爾 - 坦尚尼亞的開國元首以及國父